# Kulturlandskab
Kulturlandskaber er landskaber, som i større eller mindre grad er påvirket af mennesker. Kulturlandskabet omfatter et vidt spektrum af menneskelige påvirkninger, fra jæger- og samlerkulturers svagt kulturpåvirkede områder, via græsningslandskaber og jordbrugslandskaber til bylandskaber som næsten fuldstændigt er menneskeværk. Områder som er helt upåvirkede af menneskelig aktivitet kan kaldes urlandskaber, men de findes næppe på jorden i dag.
Kulturlandskabet kan betragtes ud fra flere indfaldsvinkler. Ved en visuel synsvinkel beskriver man det landskabsbillede, man ser med øjnene, eller som kan studere ud fra kort og billeder. En funktionel synsvinkel betragter menneskenes udnyttelse af områdets naturresurser. I en strukturel synsvinkel vil man se på landskabet som et udtryk for beboernes tilpasning til økonomisk-politiske magtstrukturer i samfundet. Lægger man vægt på de forskellige måder folk identificerer sig med landskabet på, sådan som det kommer til udtryk i mundtlige beretninger, i litteraturen og kunsten, kan man sige, at man har en humanistisk Synsvinkel til landskabet.

## Definition afkulturlandskab
- "Et landbrugslandskab, som ganske vist er præget af menneskers intensive udnyttelse, men i dyrkningsformer med små arealenheder, hvor udviklingen er relativt stabil på grund af de mange landskabselementer, og hvor man værner om de naturmæssige forskelligheder i topografien." (Briemle 1978)

Ordet Kultur (i dyrkningsmæssig forstand) forstås her ikke blot som forbedring og pleje af jordbunden, men snarere som et udtryk for den menneskelige skaben på egnen. Der gælder altså de samme målestokke for formningen af landskabet, som der gælder for bygningsværker og det åndeligt-kulturelle tanke- og sædvanegods. Derfor er det ikke kun plantedækket, der er relevant, men også ethvert synligt tegn på bøndernes forbundethed med landskabet. De har gennem dyrkningsform, dyrkningsomfang og dyrkningsintensitet udnyttet det stort set selvstabiliserende, økologiske naturgrundlag.

## Definition af dyrkningslandskab
- "Et landbrugslandskab, som er præget af en intensiv udnyttelse på store arealer, hvis udvikling bliver holdt i økologisk ligevægt ved kunstige indgreb, og som er præget af ensformighed gennem menneskers udjævnende indgreb og fjernelse af rumopdelende elementer." (Briemle, 1978)

Denne definition forholder sig ikke blot til plantedækket som en indikator for dyrkningsintensiteten, men også til den afstand, mennesket har lagt til et historisk kulturlandskab fra en tid, hvor den skabende landmand endnu havde et nært forhold til sin jord. Af socialt-økonomiske grunde er det et anliggende for industristaterne at opretholde og pleje disse historiske kulturlandskaber.

## Udviklingsmæssige forskelle
Begrebet kulturlandskab betegner et landskab, der er præget af mennesket. De vigtigste påvirkninger, der skaber og udvikler kulturlandskabet, er naturområdets miljøfaktorer, den oprindelige flora og fauna, de menneskelige indgreb og de vekselvirkninger, det fremkalder.
Kulturlandskaber er ikke økologisk stabile. I jordbrugslandskabet opretholdes derimod en kunstig økologisk balance ved indgreb som f.eks. dræning, jordbehandling, såning, styning af træer og ukrudtsbekæmpelse.

## Regionale forskelle
Det nordeuropæiske kulturlandskab er præget af den landbrugsmæssige udnyttelse. Denne brugsform skabte indtil intensiveringen (fra midten af det 20. århundrede) nogle yderst artsrige biotoper. De gik tabt for landskabet af økonomiske årsager, dvs. mekanisering, stordrift, specialisering og industrialisering af landbruget. Som eksempler på disse gamle landskabstyper kan nævnes enge, moser, og overdrev. Men stadigvæk har de bestående kulturlandskaber – specielt i de såkaldte ”randområder” – som helhed en højere biodiversitet end naturvoksede skove.